# Chiara Curti
Chiara Curti (Milán, 19 de septiembre de 1972) es una arquitecta, doctora en humanidades, profesora universitaria, investigadora y comisaria de exposiciones italiana, reconocida por su labor internacional en el estudio y la divulgación de la obra de Antoni Gaudí. Reside en Barcelona desde el año 1999, ciudad donde ha centrado gran parte de su carrera académica y profesional.

## Biografía

### Formación académica
Se tituló como arquitecta en el Politécnico de Milán. Posteriormente obtuvo el doctorado cum laude en Humanidades por la Universidad Abat Oliba CEU (Barcelona), con una tesis sobre la relación entre la vida de Antoni Gaudí y la construcción del Templo Expiatorio de la Sagrada Familia. Este trabajo académico consolidó una trayectoria centrada en el análisis espiritual, simbólico y artístico de la obra de Gaudí.

### Especialización en Antoni Gaudí
Chiara Curti es considerada una de las expertas internacionales en Antoni Gaudí. Desde hace más de dos décadas, su trabajo se enfoca en la investigación profunda del legado arquitectónico y espiritual del arquitecto catalán, tanto desde la vertiente académica como desde la divulgación cultural. Colabora regularmente con L’Osservatore Romano en temas relacionados a Gaudí, la construcción de la Sagrada Familia u opinión.
Desde 2015 es profesora en el Ateneo Universitario San Paciano de Barcelona. Colabora con el Centro de Estudios Antoni Gaudí y ha participado en proyectos de preservación del patrimonio artístico y religioso en el marco de diversas instituciones.

### Divulgación y medios
Ha participado como experta en diversos documentales dedicados a Gaudí, como Cuando las piedras hablan (2020), centrado en la Sagrada Familia, Living with Gaudí (2020), sobre la Casa Milà y Creation by Gaudí (2021). También ha intervenido en programas emitidos por medios como RAI (Italia), TV3 (Cataluña) y otras plataformas internacionales.
Su actividad como divulgadora se extiende a congresos, seminarios y colaboraciones en publicaciones académicas y de difusión cultural. Ha sido ponente invitada en numerosas instituciones.

### Actividad institucional
Desde 2020 forma parte de la organización paneuropea Future for Religious Heritage (FRH) cubriendo el cargo de miembro del consejo directivo. También colabora con entidades dedicadas a la protección del patrimonio sacro y la promoción de la arquitectura religiosa contemporánea.

### Vida personal
Vive en Barcelona desde 2004, está casada y es madre de tres hijas. Su fe católica está profundamente ligada a su visión profesional y académica de la arquitectura sagrada.

## Comisariado de exposiciones
Ha sido comisaria de varias exposiciones internacionales sobre Gaudí, entre las que destacan:
- The Realism of Gaudí and the Hope of Europe (2008), presentada en el Parlamento Europeo (Bruselas), así como en Ferrara, Varese y Barcelona.[23][24]
- Sagrada Familia. Moved by Beauty (2011), organizada en el marco de la Jornada Mundial de la Juventud (Madrid), posteriormente exhibida en Chile.[25][26]
- Antoni Gaudí The Days of Creation (2014),[23] mostrada en el Museo de Arte Contemporáneo de Niterói (Río de Janeiro).
- Gaudí, Hijo de María (2019), en el Biomuseo de Panamá, diseñado por Frank Gehry,[27] en el contexto de la Jornada Mundial de la Juventud.[28][29]

## Publicaciones
En 2022 publicó el libro La Sagrada Familia. Catedral de la luz (Triangle Books), traducido a seis idiomas. La edición catalana se presentó en la propia basílica de la Sagrada Familia, mientras que las ediciones en español e italiano se presentaron en la Delegación del Gobierno de Cataluña en Madrid y en la Embajada de España ante la Santa Sede (Roma).
Curti también contribuyó al libro de colección Gaudí (Artika, 2020), escribiendo junto al arquitecto Jordi Faulí el texto “La herencia de Gaudí. La Sagrada Familia”.

## Premios y distinciones
- Estrella de la República Italiana (22 de mayo de 2025), una de las máximas distinciones honoríficas de Italia, otorgada por el Presidente de la República, en reconocimiento a su contribución en el Área de las Artes.[34]